# Josef Nadj (Bildhauer)

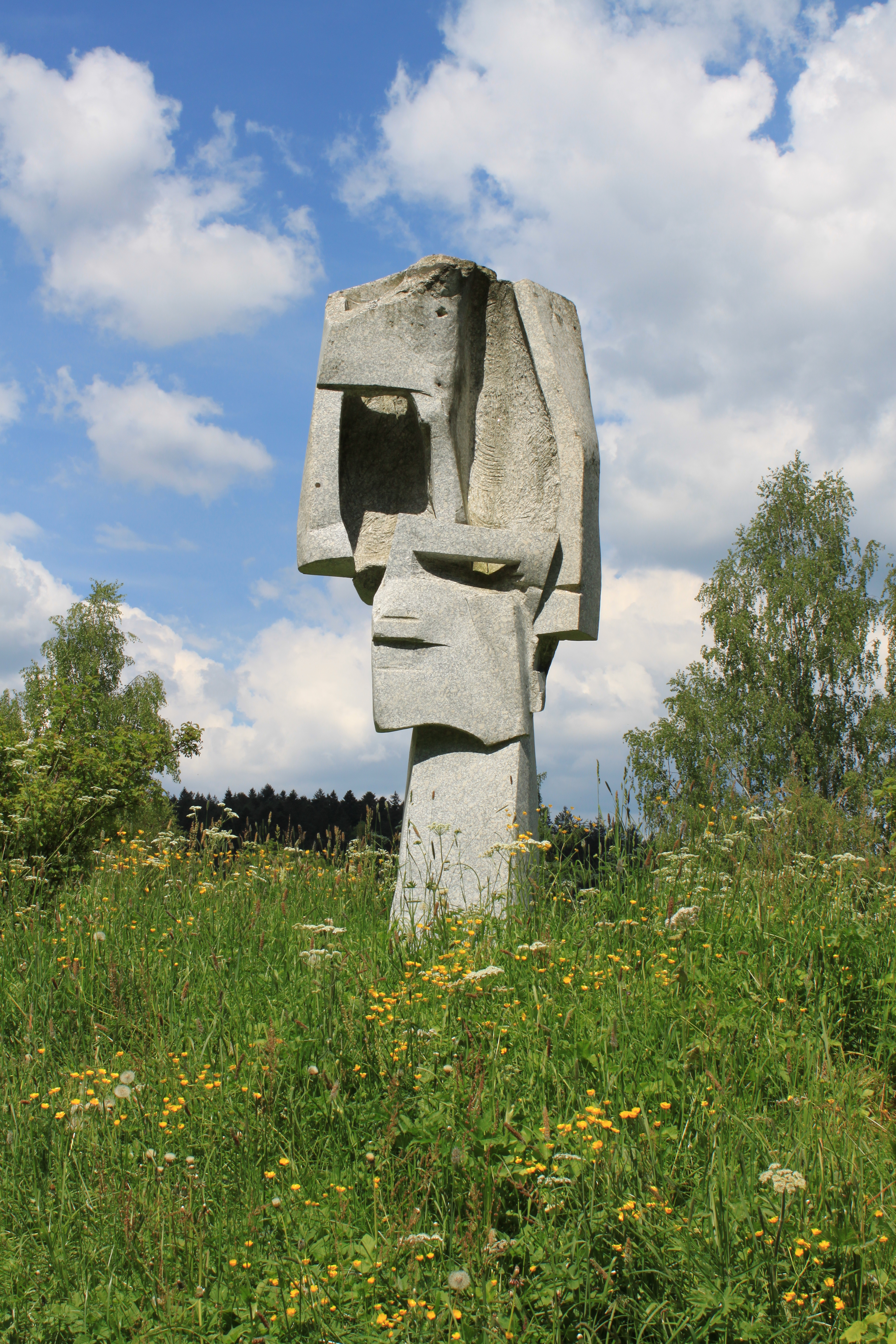
Josef Nadj: Kienberg-Kreatur (2008), Freudenstadt

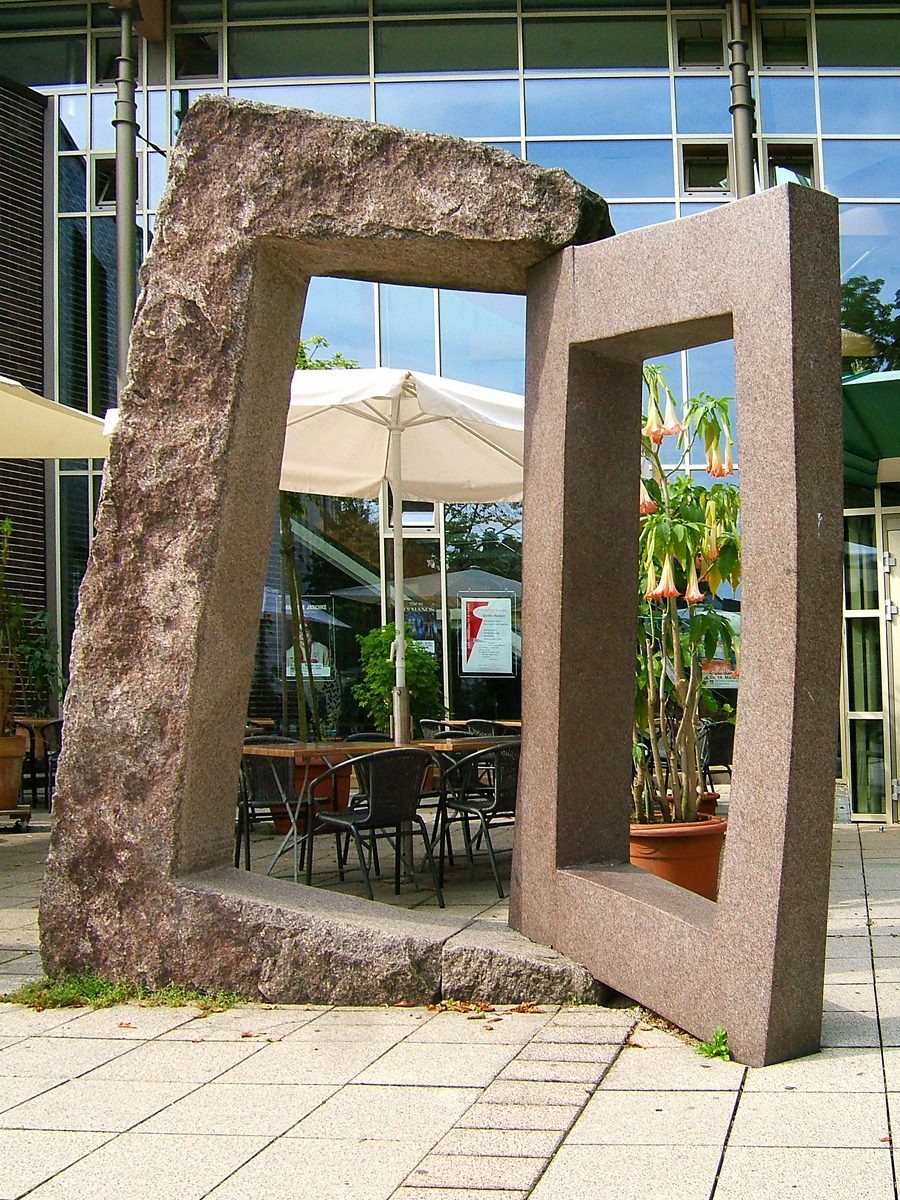
Josef Nadj: Rahmenbedingung (2001), Schorndorf

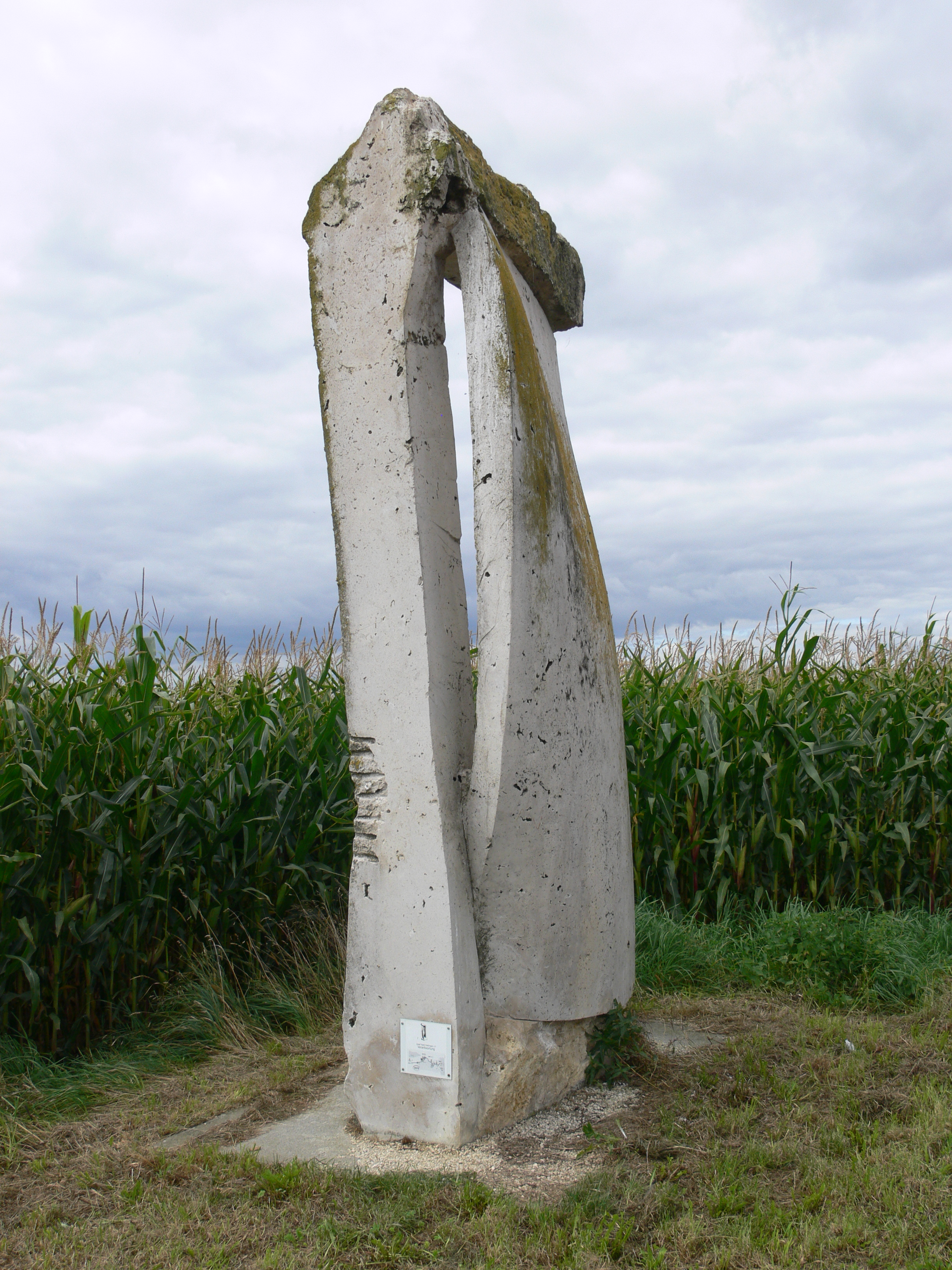
Josef Nadj: Verantwortung (2000), Oggelshausen

Josef Nadj (* 1. Januar 1953 in Aranđelovac, Serbien) ist ein deutscher Bildhauer.

## Leben und Werk
Nadj wurde 1953 in Arandjelovac, im heutigen Serbien, geboren. Von 1970 bis 1974 studierte er bei Gerd Neisser an der Freien Kunstschule Stuttgart Grafik, anschließend von 1975 bis 1981 Bildhauerei bei Herbert Baumann an der Staatlichen Akademie der Bildenden Künste Stuttgart. Seit 1981 ist Nadj freiberuflich als Bildhauer und Zeichner tätig. Er lebt in Dettingen, einem Ortsteil von Horb am Neckar; in den Jahren von 2004 bis 2019 war er ehrenamtlicher Ortsvorsteher der Ortschaft. Nadj ist Mitglied im Künstlerbund Baden-Württemberg.
Nadj arbeitet als Bildhauer meist im taille directe, d. h. unmittelbar aus dem Stein heraus. Sein bevorzugtes Material ist Hartgestein, das er in Steinbrüchen selbst aussucht.

## Bildhauersymposien
- 1990: Symposion Bad Waldsee
- 1991: Bildhauer im Park, Weißenhorn
- 1993: Skulptura Wiblingen
- 1993: Muju International Sculpture Symposium Korea
- 1995: Empfinger Sommer
- 1998: Symposium Alpin international de sculpture
- 2000: Symposion Europäischer Bildhauer in Oggelshausen

## Werke (Auswahl)
- 1979: Hommage à ma femme, Gauinger Travertin. Rossberg-Schule, Horb am Neckar
- 1987: Liegende Figuration. Stuttgart-Ostheim
- 1987: Figur in Spannung. Bildhauersymposion 1987 anlässlich der 750-Jahr-Feier der Stadt Backnang. Standort: Geschäftsstelle der Backnanger Kreiszeitung, Wassergasse, Backnang.[4]
- 1989: Große Schildfigur, Kunstpfad Universität Ulm[5]
- 1992: Konfrontation. Aral-Tankstelle Stich, Bad Cannstatt
- 1993: Begegnungen. Aral-Tankstelle Stich Stuttgart-Wangen
- 1999: Passage. Kirchheimer Kunstweg in Kirchheim unter Teck
- 2000: Verantwortung. Skulpturenfeld Oggelshausen[6]
- 2000: Kein Ausweg. Neumühlepark, Kaiserslautern[7]
- 2001: Rahmenbedingung. Skulpturen-Rundgang Schorndorf[8]
- 2003: Brunnen. Bittelbronn (Horb am Neckar)
- 2004/2005: Brunnen. Nagold
- 2008: Wächter (Syenit). Horb am Neckar[9]
- 2008: Kienberg-Kreatur. Kienberg, Freudenstadt[10]

## Auszeichnungen
- 1977 und 1980: Akademiepreis für Skulptur der Staatlichen Akademie der Bildenden Künste Stuttgart
- 1985: Daniel-Henry-Kahnweiler-Preis für Skulptur und Bildhauerzeichnung der Stadt Rockenhausen